# Главни народноослободилачки одбор Војводине
Главни Народноослободилачки одбор Војводине (Главни НОО Војводине, ГНООВ) био је највише законодавно и представничко тело Народноослободилачког покрета у Војводини од 1943. до 1945. године, када је прерастао у Народну скупштину Аутономне Покрајине Војводине.

## Покрајински НОО Војводине
Појавом Народноослободилачких одбора на територији Војводине већ 1942. године, указала се потреба за оснивањем покрајинског органа власти који би обедињавао рад постојећих НОО-а. У октобру, у Новом Саду био је формиран Покрајински НОО Војводине. Одбор је покренуо свој лист Слободну Војводину чији је први број (издање за Бачку) изашао у новембру 1942. године. Покрајински комитет КПЈ за Војводину именовао је Бранка Бајића за председника Одбора. Његова погибија у новембру исте године прекинула је делатност овог одбора.

## Оснивање ГНООВ
Васпостављањем веза између Бачке и Срема, те обедињавањем Народноослободилачког покрета на читавој територији Војводине, средином 1943. створени су услови за формирање новог највишег органа власти у Војводини чијом би делатношћу биле обухваћене све војвођанске области.
Одлуком Покрајинског комитета КПЈ за Војводину крајем октобра 1943. формиран је Иницијативни покрајински народноослободилачки одбор, који је од новембра деловао под називом Покрајински НОО Војводине. Први чланови одбора били су Никола Груловић, Ј. Поповић, Лука Мркшић и С. Кузмановић. На седници од 10. марта 1944. у Белегишу, Одбор је конституисан као Главни народноослободилачки одбор Војводине. Том приликом у одбор је кооптиран Александар Шевић, земљопоседник из Руме и бивши члан Извршног одбора СДС.

## Деловање Одбора
До октобра 1944, ГНООВ је боравио и најчешће деловао у доњем Срему и на Фрушкој гори. Ослобођењем Новог Сада, Одбор је прешао у главни град Војводине, где се проширује новим члановима из редова учесника НОБ-а, јавних и културних радника, родољуба и антифашиста. За првог председника Одбора тада је био изабран Јован Веселинов.
Власт ГНООВ је у то време била ограничена на подручје Срема, јер је у Банату, Бачкој и Барањи од 17. октобра 1944. до 27. јануара 1945. била заведена Војна управа. Преузимајући власт од Војне управе, ГНООВ се поновно проширио и реорганизовао, а његов председник постао је Алаксандар Шевић.
На заседању које је одржано 6. априла 1945. године у Новом Саду, ГНООВ је донео одлуку: "Да Војводина има да буде у саставу федералне јединице Србије. Да Војводина у саставу федералне Србије има пуну аутономију као аутономна покрајина". Делегација ГНООВ је потом отпутовала у Београд, где је учествовала на заседању Антифашистичке скупштине народног ослобођења Србије, које је одржано од 7. до 9. априла 1945. године. На првој седници (7. април), представник ГНООВ Јован Веселинов је делегатима АСНОС-а саопштио одлуку ГНООВ о укључивању аутономне Војводине у састав федералне јединице Србије, на шта је АСНОС одговорио усвајањем посебне резолуције којом је одлука ГНООВ поздрављена и прихваћена.
После образовања Привремене владе ДФ Југославије и влада федералних јединица, у Новом Саду је 30. и 31. јула 1945. на Скупштини изасланика народа Војводине, изабран нови ГНООВ од 150 чланова, који је представљао највишу законодавну власт у Војводини. Извршни и управни орган те власти било је Председништво ГНООВ-а од 32 члана.

## Прерастање у Скупштину Војводине
Доношењем одлуке (на Трећем заседању АВНОЈ-а) о припајању Војводине као аутономне покрајине Србији, ГНООВ је у августу 1945. прерастао у Народну скупштину Аутономне Покрајине Војводине, а његово председништво у Председништво Народне скупштине АП Војводине.